# Jakob Pinter

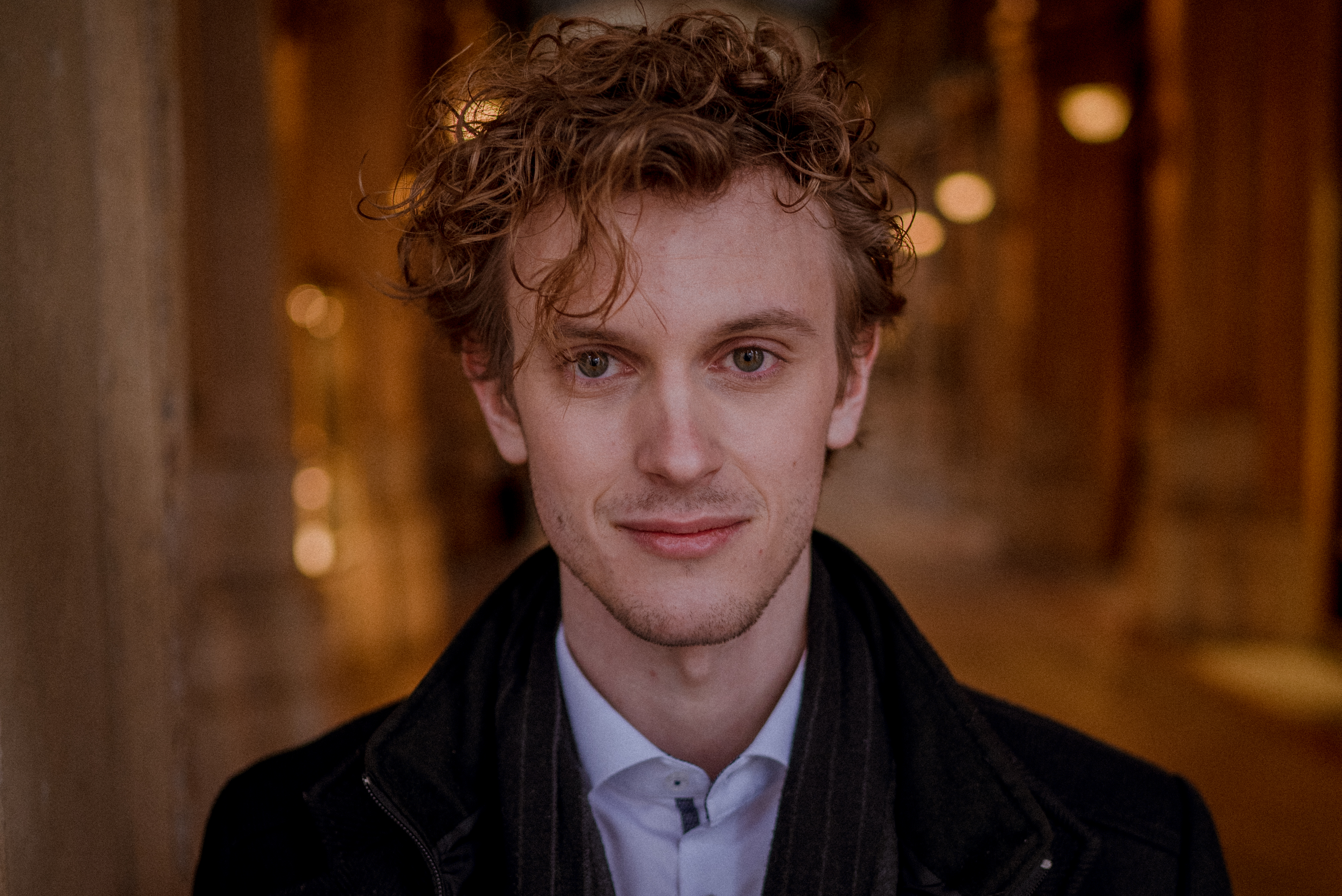
Jakob Pinter (2021)

Jakob Pinter (* 1998 in Wien) ist ein österreichischer Schauspieler und Sänger.

## Leben und Werk
Jakob Pinter wuchs in der Gemeinde Stockenboi in Kärnten auf und war seit seiner Kindheit in Theaterproduktionen involviert, nahm Klavier- und Gesangsunterricht. Erste kleinere Rollen auf professionellen Bühnen übernahm er 2014 in Manfred Lukas-Luderers Inszenierung von Das Leben des Galilei in der Naturkulisse des Steinbruch Krastal bei Villach und bei den Komödienspielen Porcia, wo er 2015 und 2016 unter anderem in Inszenierungen von Das Gespenst von Canterville und Ein Sommernachtstraum mitspielte.
Während seiner Schauspielausbildung an der Schauspielschule Krauss, die er 2019 mit Auszeichnung abschloss, übernahm er Rollen bei den Musiktheatertagen Wien, Shakespeare im Park und am Theater der Jugend. Außerdem durfte er 2018 in Hans Neuenfels Inszenierung von Pique Dame bei den Salzburger Festspielen mitwirken.
2020 kehrte er ans Theater der Jugend zurück für Frühlings Erwachen, das bedingt durch die Coronapandemie erst 2023 zur Aufführung kommen sollte. Auch 2021 spielte er in Thomas Birkmeirs Stück nach dem gleichnamigen Klassiker Anne of Green Gables mit, das mit dem Deutschen Musical Theater Preis ausgezeichnet wurde, gefolgt von weiteren Engagements 2022 am Theater der Jugend. Die Sommer 2020 bis 2022 verbrachte er beim Ensemble Porcia in seiner Kärntner Heimat, bis er 2023 an die Sommernachtskomödie Rosenburg wechselte.
Im Dschungel Wien produzierte Jakob 2022 sein erstes Stück norway.today, in welchem er auch in der Rolle des August zu sehen war.
Er startete 2021 mit das Projekt wienermelange mit Marius Lackenbucher und Rebecca Richter. Das Trio produziert Videos mit Coverversionen bekannter Musicalsongs.
Nach ersten Dreh-Erfahrungen bei einem Kurzfilm war der Schauspieler in der Netflix-Original-Serie Kitz zu sehen und spielte eine Hauptrolle im Horrorfilm Erbsünde.
Bis Ende 2023 ist er, nach einer Vorstellungsserie im Theater am Potsdamer Platz, mit Flashdance – Das Musical auf Tour im D-A-CH-Raum.
Jakob Pinter lebt in Wien.

## Ausbildung
- Schauspieldiplom 2019 mit Auszeichnung an der Schauspielschule Krauss
- Gesangsausbildung bei Krassimir Tassev und Perrin Manzer Allen.[10]

## Theater (Auswahl)
- 2016: Schnock/Löwe in Ein Sommernachtstraum (Regie: Angelica Ladurner);  Washington Otis in Das Gespenst von Canterville (Regie: Dora Schneider) Ensemble Porcia
- 2017: Episodenhauptrollen in Tanzcafé Schweigepflicht (Regie: Thomas Desi) Musiktheatertage Wien
- 2017: Lucentio, Grumio in Der Widerspenstigen Zähmung (Regie: Killian Klapper) Shakespeare im Park
- 2018: div. Kleinrollen in Pique Dame (Regie: Hans Neuenfels) Salzburger Festspiele
- 2018: Lvov in Ivanov (Regie: Andreas Simma) OFF Theater Wien
- 2019: Peter und Zack in Robin Hood (Regie: Thomas Birkmeir) Theater der Jugend
- 2020: Paul in Fräulein Else (Regie: Sebastian Kranner) MUTH Wien[11]
- 2020: Don Giovanni in Don Giovanni (Regie: Nina Kupczyk) Konzerthaus Wien für Jeunesse
- 2020: Jakob in Herr Dommeldidot, mein Kobold (Regie: Anja Wohlfahrt) Theaterwagen Porcia
- 2021: Little John in Robin Hood, das Füchslein (Regie: Anja Wohlfahrt);  Leandro in Die kluge Närrin (Regie: Angelica Ladurner) Ensemble Porcia
- 2021: Ares in Luna (Regie und Musik: Rory Six) Theatercouch Wien
- 2021: Rhett Butler in Anne of Green Gables (Regie: Thomas Birkmeir) Theater der Jugend
- 2022: Swing in Das höchst kuriose Abenteuer der hochwohlgeborenen kaiserlichen Tochter Marie Antoinette und des allseits bekannten Wunderkindes Wolfgang Amadé Mozart (Regie: Nicole Claudia Weber);  Die Abenteuer des Odysseus (Regie: Michael Schachermaier) Theater der Jugend
- 2022: div. Rollen in Peter Schlemihls wundersame Geschichte (Regie: Gerald Maria Bauer) Theater der Jugend
- 2022: August in norway.today (Regie: Isabelle Papst) Dschungel Wien
- 2022: Phoebus in Der Glöckner von Notre Dame (Regie: Anja Wohlfahrt);  Emile in Der Florentinerhut (Regie: Florian Eisner) Ensemble Porcia
- 2022: Paul Remis in Body Shaming (Regie: lindbirg) Theater Akzent[12]
- 2023: Otto/Ilse in Frühlings Erwachen (Regie: Thomas Birkmeir) Theater der Jugend
- 2023: Jonathan in Tick, Tick... Boom!  (Regie: Lena Obenaus) Ateliertheater Wien
- 2023: Sam in Shakespeare in Love (Regie: Marcus Ganser) Sommernachtskomödie Rosenburg
- 2023: Swing/Cover Nick Hurley, Jimmy C.C. und Joe in Flashdance – Das Musical (Regie: Christoph Drewitz) Showslot

## Filmografie
- 2021: Distanz[13] (Kurzfilm)
- 2021: Kitz (Netflix-Serie)[14]
- 2022: Erbsünde[15] (Kinofilm)
- 2022: Watzmann ermittelt (ARD-Serie, Episodenrolle)